# Meku (manzana)
Meku (en japonés: メク) es el nombre de una variedad cultivar de manzano (Malus domestica). 
Un híbrido de manzana del cruce de 'Tsugaru' x 'American Summer Pearmain'. Criado en 1959 en la "Estación Experimental de Manzanas de Aomori" Japón. Las frutas tienen una pulpa firme y jugosa con un sabor suave y dulce. Tolera la zona de rusticidad delimitada por el departamento USDA, de nivel 5.

## Historia
'Meku' es una variedad de manzana, híbrido del cruce de 'Tsugaru' x 'American Summer Pearmain'. Desarrollado y criado a partir de Parental-Madre 'Tsugaru' mediante una polinización por Parental-Padre con la variedad 'American Summer Pearmain'. Criado en 1959 en la "Estación Experimental de Manzanas de Aomori" Japón.
'Meku' está cultivada en diversos bancos de germoplasma de cultivos vivos tales como en National Fruit Collection (Colección Nacional de Fruta) de Reino Unido con el número de accesión: 1977-116 y nombre de accesión : Meku.

## Características
'Meku' es un árbol de extensión erguido, de vigor moderadamente vigoroso, portador de espuela. Tiene un tiempo de floración que comienza a partir del 9 de mayo con el 10% de floración, para el 14 de mayo tiene una floración completa (80%), y para el 22 de mayo tiene un 90% caída de pétalos.
'Meku' tiene una talla de fruto mediano; forma globoso cónica; con nervaduras muy débiles, y corona débil; epidermis tiende a ser dura con color de fondo es amarillo blanquecino, con un sobre color rojo, importancia del sobre color medio-alto, y patrón del sobre color rayado / lavado, presentando rubor rojo en aproximadamente el 75 por ciento de la superficie y marcado con rayas más oscuras en la cara expuesta al sol, lenticelas de color claro son abundantes y ligeramente elevadas, dando a la superficie un tacto rugoso."russeting" (pardeamiento áspero superficial que presentan algunas variedades) bajo; cáliz de tamaño mediano y cerrado, colocado en una cuenca medio ancha y medio profunda; pedúnculo de longitud media y delgado, colocado en una cavidad profunda y algo estrecha que está rodeada de "russeting" de un color canela rojizo, y manchas dispersas de color claro, tenues; carne de color blanco, pulpa firme,  crujiente, de grano medio, con un sabor bastante dulce jugoso.
Su tiempo de recogida de cosecha se inicia a principios de septiembre. Se mantiene bien durante dos meses en cámara frigorífica.

## Usos
Una excelente manzana para comer en postre de mesa.

## Ploidismo
Diploide, auto estéril. Grupo de polinización: D, Día 14.